# Дзордзи, Ренцо (автогонщик)
Ре́нцо Дзо́рдзи (итал. Renzo Zorzi; 12 декабря 1946, Дзиано-ди-Фиемме, Трентино-Альто-Адидже — 15 мая 2015, Маджента) — итальянский автогонщик, участник чемпионата мира по автогонкам в классе Формула-1.

## Биография
Работал в шинной компании «Pirelli». В 1972 году дебютировал в автогонках, выступая на автомобилях «Формулы-3».
В 1975 году участвовал в разработке двигателя «Лянча» для автомобилей «Формулы-3». Выиграл Гран-при Монако «Формулы-3» в том же году. В конце сезона 1975 принял участие в Гран-при Италии чемпионата мира «Формулы-1» за команду «Вильямс», в дебютной гонке финишировал на 14 месте.
В 1976 году продолжил выступления в «Формуле-3» и стартовал в Гран-при Бразилии «Формулы-1», первом этапе сезона 1976.
На следующий, 1977-й год, подписал контракт с командой «Формулы-1» «Шэдоу», принял участие в пяти стартовых этапах чемпионата, заработал одно очко за шестое место на Гран-при Бразилии.
На Гран-при ЮАР оказался вовлечён в тяжёлую аварию, когда его остановившийся автомобиль загорелся на обочине и один из пожарных, которому надо было для тушения машины перебежать трассу, был сбит насмерть автомобилем напарника Дзордзи по «Шэдоу» Тома Прайса, который также был убит выпавшим из рук пожарного огнетушителем.
После Гран-при Испании Дзордзи был заменён в «Шэдоу» на Риккардо Патрезе, после чего завершил гоночную карьеру и вернулся к работе в компании «Pirelli». В 1979—1980 годах участвовал в некоторых гонках спортивных автомобилей.
Умер 15 мая 2015 года после продолжительной болезни.

## Результаты выступлений в чемпионате мира Формулы-1
| Легенда к таблице |                                                                    |
| --- | ------------------------------------------------------------------ |
| В таблице перечислены результаты всех Гран-при Формулы-1, в которых принимал участие гонщик. Строками таблицы являются сезоны, столбцами — этапы чемпионата мира. В каждой клетке указаны сокращённое название этапа и результат, дополнительно обозначенный цветом. Расшифровка обозначений и цветов представлена в нижеследующей таблице. |                                                                    |
| \| Пример \| Описание \| \| ------------ \| ------------------------------------------------------------------ \| \| 1 \| Победитель \| \| 2 \| Второе место \| \| 3 \| Третье место \| \| 5 \| Финишировал, заработав очки \| \| Сход \| Не финишировал, но при этом заработал очки \| \| 12 \| Финишировал, не получив очков \| \| НКЛ \| Финишировал, но не попал в финальную классификацию \| \| 15 \| Участвовал вне зачёта, либо по отдельной классификации \| \| 18 \| Не финишировал, но попал в финальную классификацию \| \| Сход \| Не финишировал \| \| НКВ \| Не прошёл квалификацию \| \| НПКВ \| Не прошёл предквалификацию \| \| ДСК \| Дисквалифицирован \| \| ИСК \| Исключён из протокола соревнований \| \| ТТ \| Заявлен для участия только в тренировках \| \| НС \| Участвовал в квалификации, но не стартовал в гонке \| \| Т \| Травмирован или болен \| \| ОТК \| Отказ от участия \| \| НТР \| Прибыл на соревнования, но на трассу не выезжал \| \| НПР \| Был заявлен в числе участников, но не прибыл к началу соревнований \| \| О \| Соревнования отменены \| \| \| Не участвовал \| \| Поул-позиция \| \| \| Быстрый круг \| \| |                                                                    |
| Пример | Описание                                                           |
| 1 | Победитель                                                         |
| 2 | Второе место                                                       |
| 3 | Третье место                                                       |
| 5 | Финишировал, заработав очки                                        |
| Сход | Не финишировал, но при этом заработал очки                         |
| 12 | Финишировал, не получив очков                                      |
| НКЛ | Финишировал, но не попал в финальную классификацию                 |
| 15 | Участвовал вне зачёта, либо по отдельной классификации             |
| 18 | Не финишировал, но попал в финальную классификацию                 |
| Сход | Не финишировал                                                     |
| НКВ | Не прошёл квалификацию                                             |
| НПКВ | Не прошёл предквалификацию                                         |
| ДСК | Дисквалифицирован                                                  |
| ИСК | Исключён из протокола соревнований                                 |
| ТТ | Заявлен для участия только в тренировках                           |
| НС | Участвовал в квалификации, но не стартовал в гонке                 |
| Т | Травмирован или болен                                              |
| ОТК | Отказ от участия                                                   |
| НТР | Прибыл на соревнования, но на трассу не выезжал                    |
| НПР | Был заявлен в числе участников, но не прибыл к началу соревнований |
| О | Соревнования отменены                                              |
| | Не участвовал                                                      |
| Поул-позиция |                                                                    |
| Быстрый круг |                                                                    |

| Сезон | Команда  | Шасси         | Двигатель | Ш | 1        | 2     | 3        | 4        | 5        | 6   | 7   | 8   | 9   | 10  | 11  | 12  | 13     | 14  | 15  | 16  | 17  | Место | Очки |
| ----- | -------- | ------------- | --------- | - | -------- | ----- | -------- | -------- | -------- | --- | --- | --- | --- | --- | --- | --- | ------ | --- | --- | --- | --- | ----- | ---- |
| 1975  | Williams | Williams FW03 | Cosworth  | G | АРГ      | БРА   | ЮАР      | ИСП      | МОН      | БЕЛ | ШВЕ | НИД | ФРА | ВЕЛ | ГЕР | АВТ | ИТА 14 | США |     |     |     | -     | 0    |
| 1976  | Williams | Williams FW04 | Cosworth  | G | БРА 9    | ЮАР   | СШЗ      | ИСП      | БЕЛ      | МОН | ШВЕ | ФРА | ВЕЛ | ГЕР | АВТ | НИД | ИТА    | КАН | США | ЯПО |     | -     | 0    |
| 1977  | Shadow   | Shadow DN5    | Cosworth  | G | АРГ Сход | БРА 6 |          |          |          |     |     |     |     |     |     |     |        |     |     |     |     | 19    | 1    |
| 1977  | Shadow   | Shadow DN8    | Cosworth  | G |          |       | ЮАР Сход | СШЗ Сход | ИСП Сход | МОН | БЕЛ | ШВЕ | ФРА | ВЕЛ | ГЕР | АВТ | НИД    | ИТА | США | КАН | ЯПО | 19    | 1    |